# 拉姆西冰川
84°24′S 179°20′E / 84.400°S 179.333°E
拉姆西冰川（英語：Ramsey Glacier）是南極洲的冰川，位於杜費克海岸，全長80公里，發源自布什山脈，最終在鄧哈托峰以東注入羅斯冰架，由英國探險隊發現。